# 加维尼亚诺
41°42′03″N 13°02′55″E / 41.7007297°N 13.0486902°E
加维尼亚诺（義大利語：Gavignano）是意大利拉齐奥大区罗马首都广域市的一个市镇，总面积14.89平方公里，人口1999人，人口密度134.3人/平方公里（2009年）。ISTAT代码为058041。
加维尼亚诺是罗马教皇因诺森特三世的出生地。